# Super Prestige Pernod
Super Prestige Pernod var en årlig sæsonlang konkurrence indenfor landevejscykling som blev officielt indført i 1961. Den var baseret på point fra de vigtigste endags- og etapeløb. Eddy Merckx havde rekorden med syv sejre i træk (1969-1975).
Den blev erstattet af UCI World Cup i 1989 efter at det blev forbudt med alkoholreklame i Frankrig.

## Resultater
| År   | Vinder              | 2. plads            | 3. plads                    |
| ---- | ------------------- | ------------------- | --------------------------- |
| 1961 | Jacques Anquetil    | Raymond Poulidor    | Rik Van Looy                |
| 1962 | Jo De Roo           | Jef Planckaert      | Emile Daems                 |
| 1963 | Jacques Anquetil    | Tom Simpson         | Raymond Poulidor            |
| 1964 | Raymond Poulidor    | Jan Janssen         | Jacques Anquetil            |
| 1965 | Jacques Anquetil    | Tom Simpson         | Edouard Sels                |
| 1966 | Jacques Anquetil    | Felice Gimondi      | Raymond Poulidor            |
| 1967 | Jan Janssen         | Eddy Merckx         | Felice Gimondi              |
| 1968 | Herman Van Springel | Felice Gimondi      | Jan Janssen                 |
| 1969 | Eddy Merckx         | Felice Gimondi      | Raymond Poulidor            |
| 1970 | Eddy Merckx         | Herman Van Springel | Luis Ocaña                  |
| 1971 | Eddy Merckx         | Luis Ocaña          | Joop Zoetemelk              |
| 1972 | Eddy Merckx         | Raymond Poulidor    | Cyrille Guimard             |
| 1973 | Eddy Merckx         | Luis Ocaña          | Felice Gimondi              |
| 1974 | Eddy Merckx         | Roger De Vlaeminck  | Frans Verbeeck              |
| 1975 | Eddy Merckx         | Roger De Vlaeminck  | Francesco Moser             |
| 1976 | Freddy Maertens     | Francesco Moser     | Joop Zoetemelk              |
| 1977 | Freddy Maertens     | Roger De Vlaeminck  | Bernard Hinault             |
| 1978 | Francesco Moser     | Bernard Hinault     | Joop Zoetemelk              |
| 1979 | Bernard Hinault     | Giuseppe Saronni    | Joop Zoetemelk              |
| 1980 | Bernard Hinault     | Alfons De Wolf      | Francesco Moser             |
| 1981 | Bernard Hinault     | Roger De Vlaeminck  | Jan Raas                    |
| 1982 | Bernard Hinault     | Giuseppe Saronni    | Silvano Contini             |
| 1983 | Greg LeMond         | Seán Kelly          | Giuseppe Saronni / Jan Raas |
| 1984 | Seán Kelly          | Bernard Hinault     | Phil Anderson               |
| 1985 | Seán Kelly          | Phil Anderson       | Greg LeMond                 |
| 1986 | Seán Kelly          | Greg LeMond         | Claude Criquielion          |
| 1987 | Stephen Roche       | Seán Kelly          | Claude Criquielion          |